# X – No Absolutes
X – No Absolutes ist das zehnte Studioalbum der amerikanischen Metal-Band Prong, das 2015 erschienene Coveralbum Songs from the Black Hole nicht mitgerechnet. X – No Absolutes erschien im Februar 2016 bei Steamhammer/SPV.

## Entstehung
Erneut arbeitete Tommy Victor bei der Albumproduktion mit Chris Collier zusammen – der auch als Toningenieur fungierte und das Album abmischte. Allerdings spielten im Gegensatz zum Vorgängeralbum Ruining Lives dieses Mal die übrigen Bandmitglieder Jason Christopher und Art Cruz wieder Bass und Schlagzeug ein. Bei Cut and Dry spielte Dane Markanson ein Gastsolo ein, bei Soul Sickness Dan Browne.

## Rezeption
Bei Metacritic erhielt das Album einen Durchschnittswert von 74 von 100, basierend auf vier Kritiken. Matthias Weckmann schrieb im Metal Hammer: „X – No Absolutes ist ein Rausch für alle Riff-Junkies und erfüllt damit alle Hoffnungen, die man mit einer neuen Prong-Scheibe verbindet.“ Besonders lobte er darüber hinaus die Gesangsproduktion. Die Bewertung lag bei vier von fünf Sternen.

## Titelliste
1. Ultimate Authority – 2:55
2. Sense of Ease – 4:05
3. Without Words – 3:19
4. Cut and Dry – 3:52
5. No Absolutes – 3:19
6. Do Nothing – 3:41
7. Belief System – 3:22
8. Soul Sickness – 3:06
9. In Spite of Hindrances – 2:46
10. Ice Runs Through My Veins – 4:06
11. Worth Pursuing – 3:13
12. With Dignity – 3:16
13. Universal Law (Bonustitel) – 3:25